# Casa de Ventimiglia

Escudo de la casa de Ventimiglia.

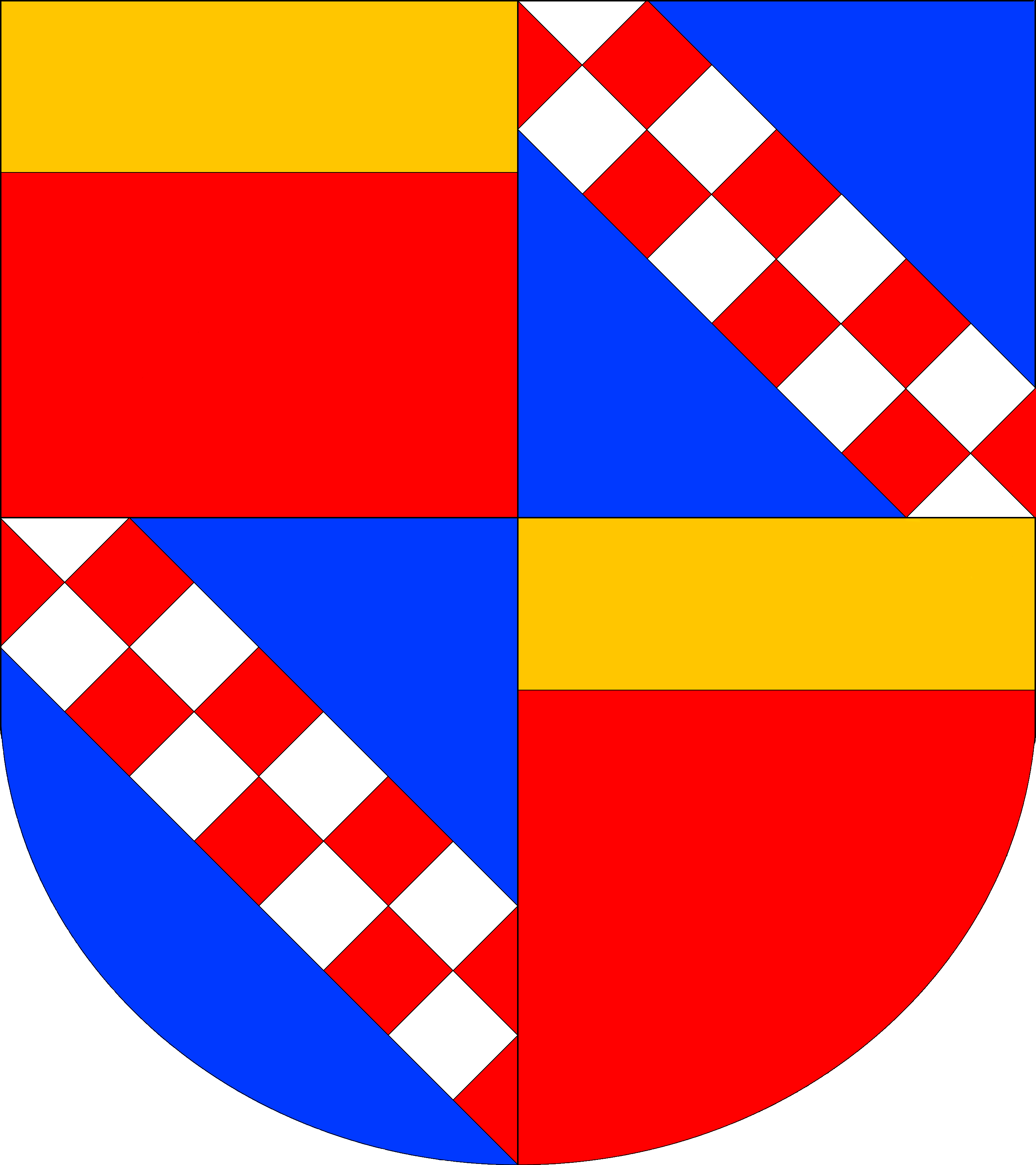
Casa de Ventimiglia combinado con el de la casa de Altavilla, de los Ventimiglia de Sicilia y su rama principal, el marquesado de Irache.

La casa de Ventimiglia (en español, Veintimilla, Veintemilla, Ventimilla o Vintimilla) es un linaje nobiliario originario de Ventimiglia, en la región italiana de Liguria, y cuyos orígenes parten de Carlomagno.
La rama principal se quedó en Liguria, pasando después a todo el sur de Francia y llegando a ser condes de Vintimille, du Luc et de Tende, marqueses de la marca de los Alpes Marítimos, señores de Verdière, de Brauch, de Bezaudun, Varagis, y Saint Martin de Palière, en Provence. La segunda rama se estableció en Sicilia. Estas dos ramas familiares fueron a su vez generadoras de nuevos linajes, recogidos esquemáticamente en el árbol de armas de las distintas ramas de la casa de Ventimiglia.
La rama principal, la ligur, se estableció por todo el norte de Italia y sur de Francia, ocupando posiciones de máximo nivel en el panorama nobiliario (Condes de Marseille, entronque con la casa imperial Láscaris) y la rama siciliana también generó varios linajes posteriores, siendo el más importante el de los Ventimiglia asentados en Geraci, donde algunos de sus miembros fueron condes de Geraci primero, convertido en 1436 a marqueses de Irache. Asimismo los Ventimiglia ostentaron el principado de Santo Mauro de Nápoles (origen del español ducado de Santo Mauro), el condado de Peñón de la Vega (conocidos como los Ventimiglia de Málaga).

## Historia de los Ventimiglia asentados en Geraci
Aunque la historia de la casa de Ventimiglia está documentada desde sus comienzos en Liguria a finales del siglo X, fue en los alrededores de 1252 cuando comenzó su época de mayor esplendor. Ese año Isabella de Geraci, descendiente de la normanda casa de Altavilla y perteneciente a la casa imperial alemana, se casó con Enrico I de Ventimiglia, hijo de Filippo Ventimiglia, de Liguria. La boda entre Enrico e Isabella fue propiciada por el propio emperador por motivos de estado: las leyes del tiempo no permitían a una mujer ser la titular de un condado. Este enlace de los Ventimiglia con la heredera de los Altavilla puso a esta familia en un primerísimo plano en todas los acontecimientos políticos y militares sucedidos en Sicilia en los años y siglos venideros (del siglo XIII al XVIII); primer plano que se acrecentó aún más tras la muerte en 1250 del emperador Federico II de Suabia.
En la época sueva de Sicilia, bajo el reinado de Corrado II, Enrico I de Ventimiglia fue investido conde de Geraci en 1258 y obtuvo Collesano y las dos Petralias (Superiore e Inferiore), y más tarde Gratteri e Isnello. En aquel periodo Enrico frecuentaba la corte en Palermo y cultivó el gusto artístico y el interés por la conservación de los monumentos clásicos. Data de 1263 su intervención en la catedral de Cefalú, restaurada a sus expensas y en memoria de sus dos hijos, Manfredo y Pirruccio. A él se deben los Osteri (palacios) de Cefalú, los denominados Magno y Piccolo. El poderío de los Vetimiglia fue tal que Geraci adquirió la capitalidad del condado, asumiendo posiciones muy relevantes entre el país de Madonia y el de Nebrodi. Su señor pasó a ostentar la denominación de Primo Conte d'Italia per la grazia di Dio e Marchese di Sicilia, título que ninguna otra casa feudal llegará jamás a poseer ni en Sicilia ni en el resto de Italia.
También Geraci pasó por la conquista y dominio de los angevinos que ocuparon el Regnum en 1266, tras la trágica muerte del rey Manfredo I en Benevento. El condado, bajo el dominio de Carlos de Anjou fue dividido, concediéndose Gangi y Castelluccio a Gaetano de Monfort. Durante la denominada Guerra de las Vísperas, entre 1282 y 1302, el conde de Geraci (primero Alduino y después su hijo Francesco) condujo política y militarmente a los partidarios suevo-aragoneses a la sublevación primero y a la guerra después contra el invasor francés Carlos de Anjou. En el interregno, tras la caída de Carlos de Anjou y la incorporación de Pedro de Aragón, los sicilianos nombraron un gobierno provisional y entre los elegidos figuraba Alduino, conde de Geraci y de Ischia. Alduino murió en 1289 y le sucedió Francisco, que participó junto con su abuelo Enrico en 1299 en la guerra contra Gangi, que no habían aceptado al nuevo rey, don Juan de Aragón. 
Bajo la dinastía aragonesa en Sicilia, los nobles pasaron a tener una notable influencia, incluso en las ciudades más importantes, siendo los Ventimiglia la familia más relevante, con prerrogativas entre las que podemos citar príncipes absolutos, Primo conte d'Italia, Primo signore nell'una e l'altra Sicilia y Dei Gratia, a la manera de los soberanos, aunque este último privilegio fue retirado en 1783. El condado de Geraci, desde Madonia hasta el Mar, se convirtió en un estado dentro del estado, llegando incluso a tener su propia administración de justicia (civil y penal) y a acuñar su propia moneda. En 1430 Alfonso de Aragón concedió a los Ventimiglia el privilegio más apreciado: "el derecho de plena jurisdicción civil y penal" en su condado de Geraci, con la prerrogativa de carácter hereditario para los sucesores, denominado Diritto di merum et mistum inperium.
El 25 de junio de 1337 murió el rey Federico III de Aragón y el reino pasó a Pedro II de Aragón, que se rodeó de personajes contrarios a los Ventimiglia: los Palizzi, los Chiaromonte, etc.
En febrero de 1359 muere en Cefalú la vicaria Eufemia y el conde Francesco II asumió la custodia del joven soberano, aprovechando de paso para anexionarse más posesiones adyacentes y que se encontrasen en manos de adversarios de su rey: Francesco II había convertido la protección del soberano Federico III de Sicilia en una asfixiante tutela, privándole de cualquier tipo de iniciativa que no contase con su aprobación.
A la muerte del rey Luis I de Sicilia, el reino pasó al rey Federico III, que ejerció hasta 1377. A su muerte el gobierno de la isla fue asignado a cuatro vicarios, uno de los cuales fue Francesco II de Ventimiglia, conde de Geraci y señor de la Madonia. Con la muerte de Francesco II acontecida en 1387, el condado de Geraci fue nuevamente dividido en dos, esta vez repartido entre sus dos hijos: Enrico y Antonio.
En 1392 Enrico II de Ventimiglia, uno de los vicarios del reino, no se avino a las reclamaciones tributarias del rey Martín I el joven por lo que el ejército aragonés entró en Palermo y le fue confiscado el condado, aunque le fue devuelto en 1395.
El nombre de Geraci consiguió una altísima consideración en toda Italia cuando el conde Giovanni I de Ventimiglia, XV conde de Geraci, fue investido I marqués de Irache, por su valor y acierto en las innumerables campañas bélicas en que participó, siendo comandante en jefe del ejército de la corona de Aragón. Más tarde pasó a ser gobernador general del reino de Nápoles (1435) y Virrey de Sicilia (1430-1342), así como príncipe absoluto en Italia. Por aquel tiempo, en 1419 se transfirió la capital Madonita de Geraci a Castelbuono y se remodeló el castillo de Belvedere, edificado por su abuelo Francesco I de Ventimiglia sobre la antigua fortificación de Ypsigro. Desde aquel momento, Castelbuono pasó a asumir la capitalidad administrativa y militar del condado.
En 1436 el condado de Geraci pasó a denominarse marquesado de Irache, un cambio de denominación que ha confundido a no pocos historiadores en épocas pasadas y actuales. En muchas otras ocasiones, los condes-marqueses de Irache fueron virreyes de Sicilia, como Giovanni Ventimiglia (1430-1432), Simone Ventimiglia (1516), Simone Ventimiglia (1535-1541) o Giovanni Ventimiglia (1595-1606).
En épocas sucesivas y pasado el trepidante fulgor de los acontecimientos, el condado de Geraci pasó a tener una vida política y administrativa semejante al resto de tantos otros territorios italianos, configurándose como una región dedicada a la agricultura y pastoreo, sobreponiéndose con gran tenacidad a las nuevas realidades de los tiempos.